# Radkov (okres Žďár nad Sázavou)
Radkov (německy Radkow) je obec v okrese Žďár nad Sázavou v Kraji Vysočina. Žije zde 167 obyvatel. K Radkovu náleží místní část obce Radkovičky.

## Historie
První písemná zmínka o obci pochází z roku 1368 a od roku 1377 se vede v záznamech dvůr i jeho majitelé. Nejstarším spolkem v obci je sbor dobrovolných hasičů, založený roku 1894.
| Rok            | 1869 | 1880 | 1890 | 1900 | 1910 | 1921 | 1930 | 1950 | 1961 | 1970 | 1980 | 1991 | 2001 | 2011 |
| Počet obyvatel | 371  | 350  | 292  | 294  | 285  | 319  | 273  | 207  | 239  | 231  | 211  | 205  | 178  | 176  |

## Pamětihodnosti
- Kaple svaté Anny a svatého Floriána na návsi, vybudovaná v letech 1990–1992

## Galerie

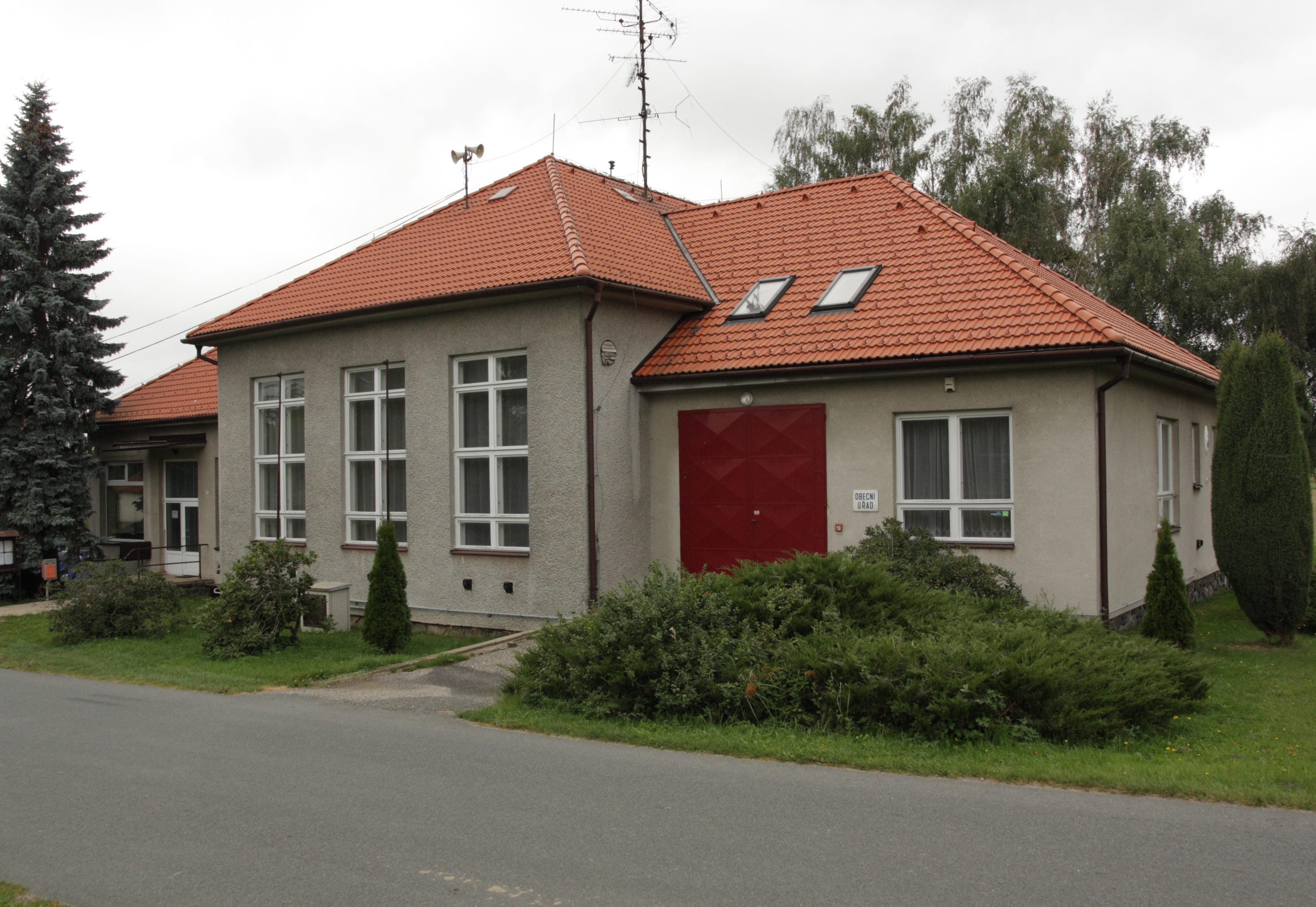
Obecní úřad
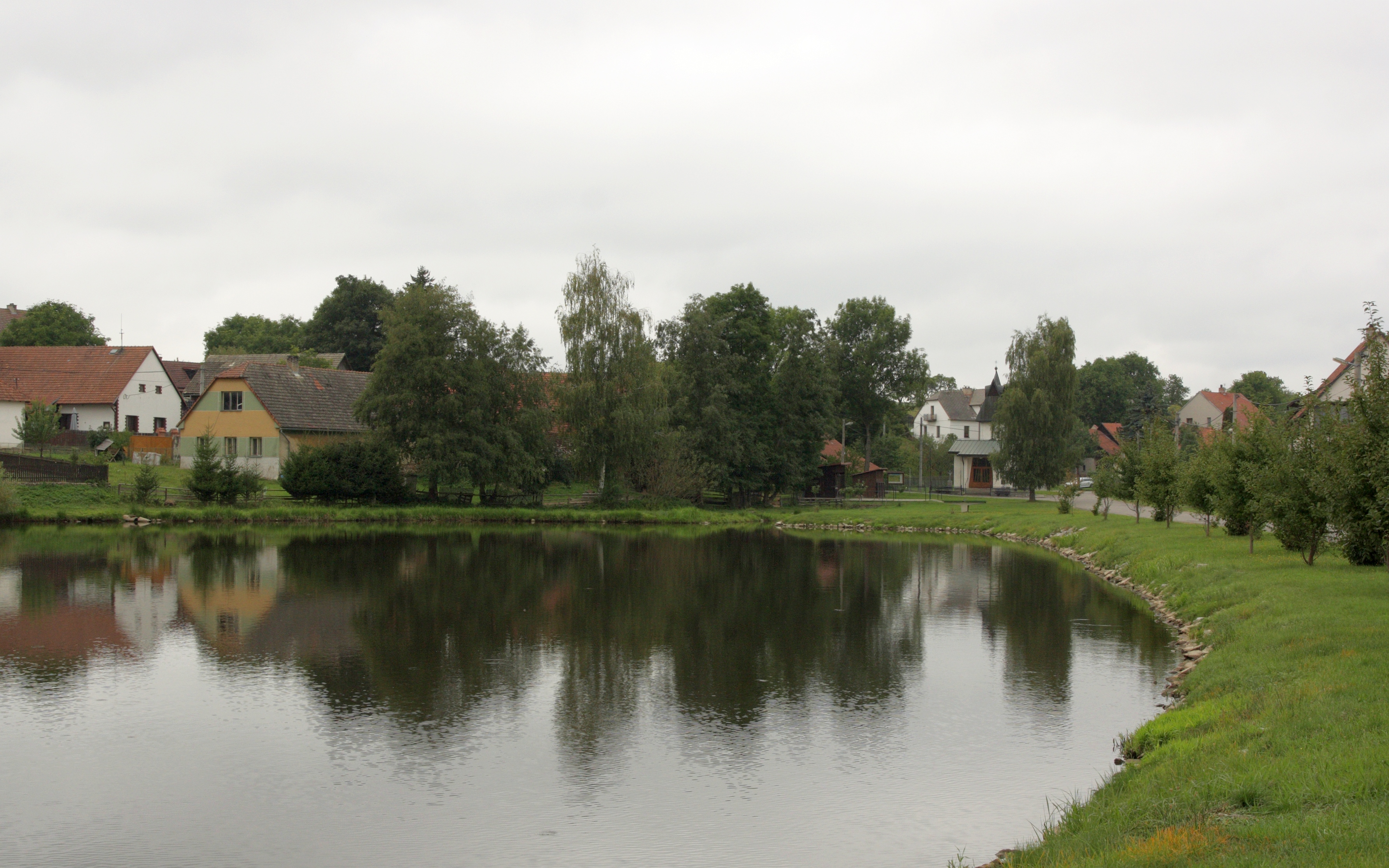
Radkovský rybník uprostřed obce
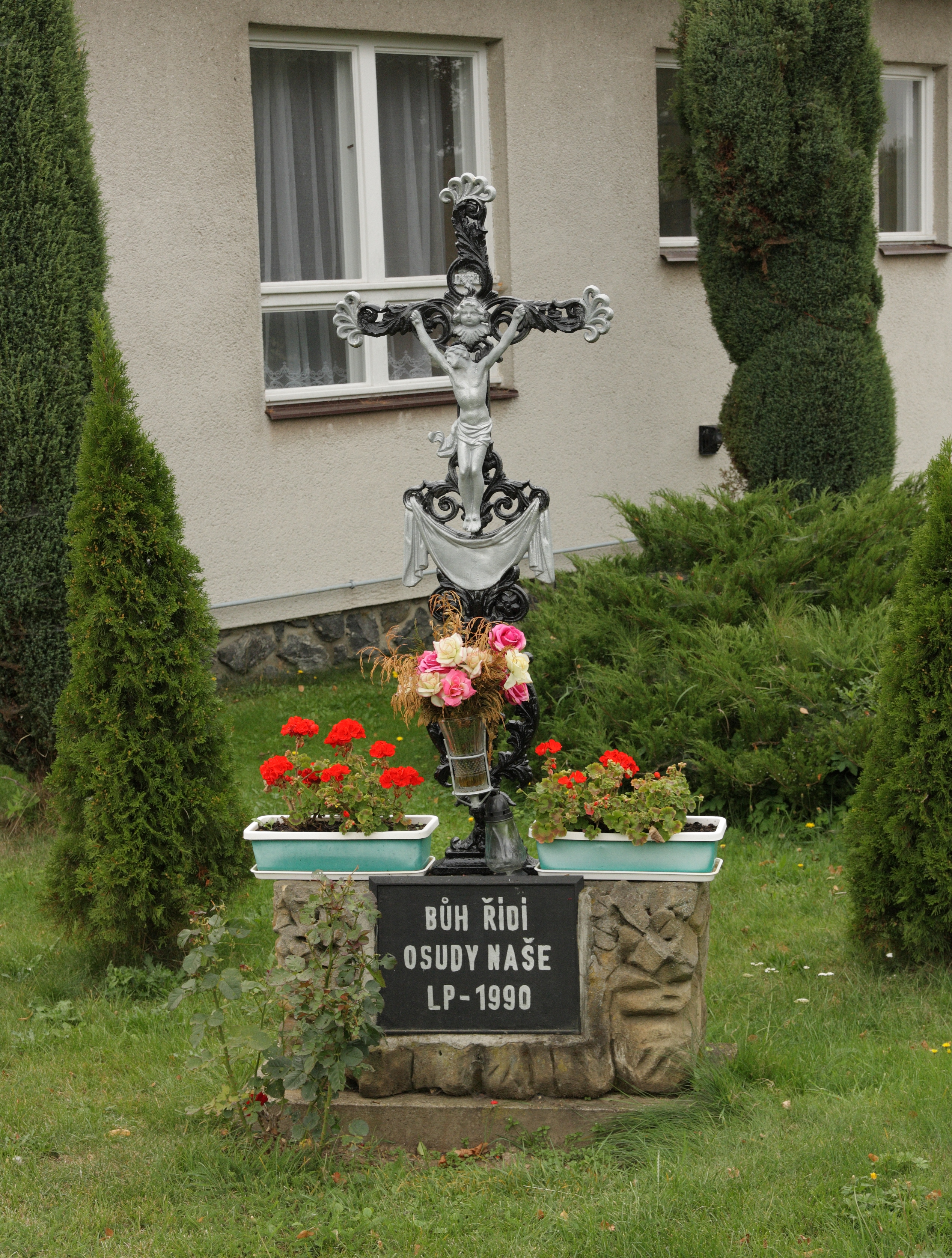
Kříž u obecního úřadu